# Oscilátor zpětné vlny

Schéma karcinotronu typu M

Oscilátor zpětné vlny nebo také karcinotron, či zkratkou BWO je jedním z nejstarších prostředků generování THz signálu jehož vznik spadá do 50. let 20. století. Karcinotron byl obchodním názvem elektronky vyráběné společností THOMSON-CSF, která se roku 2000 stala součástí společnosti Thales Group. Název karcinotronu se odkazuje na řecké slovo karkunos neboli raka, který se pohybuje pozpátku. Existují dva typy karcinotronu. Karcinotron typu M (M-BWO) byl vynalezen Bernard Epsztein, který si podal patent roku 1951. Karcinotron typu O (O-MBO) byl patentován Rudolfem Kompfnerem, který podal přihlášku roku 1952.

## Popis
Oscilátor zpětných vln je vakuová elektronka, která obsahuje katodu, která funguje jako elektronové dělo. Generuje elektrony, které jsou dále urychleny v elektrickém poli, které se nachází mezi katodou a anodou. Magnetické pole permamentních magnetů udržuje směr elektronového paprsku. Elektrony se pohybují nad mřížkou ve tvaru hřebene, tou jsou zpomalovány. Mřížková struktura hřebene vyvolává prostorovou modulaci podélného elektrického pole, což způsobí elektronovou modulaci v elektronovém paprsku. Periodické rušení tak vede ke shlukování elektronů, jejichž šíření nabudí povrchové vlny na periodické struktuře. Pokud rychlost elektronového paprsku odpovídá fázové rychlosti povrchové vlny,  je kinetická energie elektronů koherentně převedena na elektromagnetickou vlnu. Frekvenci tedy lze měnit změnou rychlosti elektronů. Rychlost elektronů je závislá na napětí mřížky, která tvoří elektrostatické pole. Vyustění vysokofrekvenčního signálu bývá umístěno na vlnovod poblíž elektronového děla.
Důvodem, proč se karcinotron nazývá oscilátor zpětné vlny je ten, že elektromagnetická vlna se pochybuje zpět proti proudu elektronů emitovaných katodou.

## Využití
- Ve spektrometrech.[6]
- V rušičkách pulzních radarů.[7]

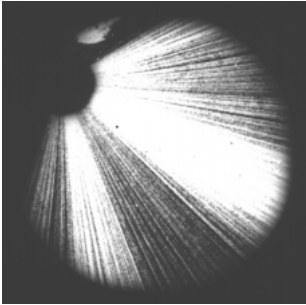
Obrázek zarušených dat pulzního radaru vlivem rušení způsobené čtveřicí letounů vybaných rušičkou s karcinotrony

- Karcinotrony československé výroby byly použity například v oscilátorech superhetů u systému KRTP-81 RAMONA.[8]